# もしもし原宿
『もしもし原宿』（もしもしはらじゅく）は、日本ポップ歌手、きゃりーぱみゅぱみゅのミニ・アルバム。彼女のデビューアルバムとして、2011年8月17日にワーナーミュージック・ジャパンより発売された。アルバムの収録曲の全ての作詞作曲と編曲及びプロデュースは、中田ヤスタカによって行われた。いくつかの曲の歌詞は、彼女と中田の何気ない会話を基に生み出された。

## 背景
このアルバムは、capsuleでの活動やテクノポップユニット、Perfumeのプロデュースを手掛ける中田ヤスタカによって制作された。きゃりーぱみゅぱみゅが、中田が主催する未成年の為のクラブイベント「TAKENOKO!!!」にDJとして何度か出演しており、それをきっかけに高校3年生の冬頃に歌手デビューの話を持ちかけられた。
アルバムタイトルは、きゃりーが中田と「海外の人でも知っている名前がいい」という話になり、“カワイイ”や“コンニチワ”などいくつかの候補を挙げ、その中から“もしもし”が採用された。

## 構成
アルバムはオリジナル曲5曲とカバー曲1曲の計6曲からなる。その全ては、中田ヤスタカによってプロデュースされた。1曲目の「きゃりーのマーチ」は、収録曲の中で最後に録音された曲で、“きゃりーのテーマソング”というコンセプトの歌である。2曲目の「チェリーボンボン」は、中田の「ご飯とストロベリーのどっちが好き?」という質問に、彼女が「チェリーが好きです」と答えたことから制作された。『bounce』の久保田泰平によれば、「幼い頃に感じたワクワク感をそれに喩えて思い出す」歌である。
3曲目の「PONPONPON」は、収録曲の中で最初に録音された。アルバムのリード曲として2011年7月20日に、日本を含む世界23カ国のiTunes Storeで先行配信された。iTunesのフィンランドのエレクトロチャートで1位、ベルギーで日本人歌手最高位となる首位を獲得。また、ビルボードJapan Hot 100で最高11位を記録した。
6曲目の「jelly」は、2006年にcapsuleが発売した同名曲のカバー。

## 批評
| 専門評論家によるレビュー | 専門評論家によるレビュー |
| レビュー・スコア         | レビュー・スコア         |
| 出典                     | 評価                     |
| ------------------------ | ------------------------ |
| hotexpress               | 標準                     |

本作は、ポピュラー音楽の批評家から標準的評価を受けた。『hotexpress』の山本純は、先行シングル「PONPONPON」の中毒性やカバー曲「jelly」に言及し、「新人ながらとにかく見所聴き所の多い作品」とコメントした。

## チャート成績
2011年8月29日付けのオリコン週間チャートで、初登場18位。同日付けのBillboard JAPAN Top Albumsで初登場15位を記録。

## 収録曲
| 全作詞・作曲・編曲: 中田ヤスタカ。 |                                 |              |              |      |
| #                                  | タイトル                        | 作詞         | 作曲・編曲   | 時間 |
| 1.                                 | 「きゃりーのマーチ」            | 中田ヤスタカ | 中田ヤスタカ | 1:07 |
| 2.                                 | 「チェリーボンボン」            | 中田ヤスタカ | 中田ヤスタカ | 3:38 |
| 3.                                 | 「PONPONPON」(バンタンCMソング) | 中田ヤスタカ | 中田ヤスタカ | 4:02 |
| 4.                                 | 「ちょうどいいの」              | 中田ヤスタカ | 中田ヤスタカ | 3:19 |
| 5.                                 | 「ピンポンがなんない」          | 中田ヤスタカ | 中田ヤスタカ | 4:44 |
| 6.                                 | 「jelly」                       | 中田ヤスタカ | 中田ヤスタカ | 4:32 |
| 合計時間:                          | 合計時間:                       | 21:22        |              |      |

| #  | タイトル               | 作詞 | 作曲・編曲 | 時間 |
| -- | ---------------------- | ---- | ---------- | ---- |
| 7. | 「PONPONPON extended」 |      |            | 6:02 |